# Férfi egyéni párbajtőrvívás az 1908. évi nyári olimpiai játékokon
A Londonban megrendezett 1908. évi nyári olimpiai játékokon a férfi egyéni párbajtőrvívás egyike volt a 4 vívószámnak. 85 induló volt 12 nemzetből a versenyen.

## Eredmények

### Első kör

#### A csoport
| Helyezés | Vívó                  | Nemzetiség           | Nyert párbaj | Vesztett párbaj |
| -------- | --------------------- | -------------------- | ------------ | --------------- |
| 1        | Lauritz Østrup        | Dánia (DEN)          | 5            | 1               |
| 2        | Bernard Gravier       | Franciaország (FRA)  | 4            | 2               |
| 2        | Jaroslav Šourek-Tucek | Cseh Királyság (BOH) | 4            | 2               |
| 4        | Eric Carlberg         | Svédország (SWE)     | 3            | 3               |
| 5        | Pontus von Rosen      | Svédország (SWE)     | 3            | 4               |
| 6        | Georg Stöhr           | Németország (GER)    | 2            | 5               |
| 7        | Luke Fildes           | Nagy-Britannia (GBR) | 2            | 6               |

#### B csoport
| Helyezés | Vívó                    | Nemzetiség             | Nyert párbaj | Vesztett párbaj |
| -------- | ----------------------- | ---------------------- | ------------ | --------------- |
| 1        | Vlastimil Lada-Sázavský | Cseh Királyság (BOH)   | 5            | 1               |
| 2        | Charles Colignon        | Franciaország (FRA)    | 5            | 2               |
| 3        | Pietro Speciale         | Olaszország (ITA)      | 3            | 3               |
| 4        | Herbert Sander          | Dánia (DEN)            | 2            | 4               |
| 4        | Johan van Schreven      | Hollandia (NED)        | 4            | 4               |
| 6        | Walter Gates            | Dél-afrikai Unió (RSA) | 3            | 5               |
| 6        | Fritz Jack              | Németország (GER)      | 2            | 5               |

#### C csoport
| Helyezés | Vívó          | Nemzetiség           | Nyert párbaj | Vesztett párbaj |
| -------- | ------------- | -------------------- | ------------ | --------------- |
| 1        | Joseph Marais | Franciaország (FRA)  | 5            | 0               |
| 2        | Ejnar Levison | Dánia (DEN)          | 3            | 2               |
| 2        | Gaston Renard | Belgium (BEL)        | 3            | 2               |
| 4        | Johannes Adam | Németország (GER)    | 1            | 4               |
| 4        | John Blake    | Nagy-Britannia (GBR) | 2            | 4               |
| 4        | Max Dwinger   | Hollandia (NED)      | 2            | 4               |

#### D csoport
| Helyezés | Vívó                  | Nemzetiség           | Nyert párbaj | Vesztett párbaj |
| -------- | --------------------- | -------------------- | ------------ | --------------- |
| 1        | Herman Georges Berger | Franciaország (FRA)  | 7            | 0               |
| 2        | Otto Becker           | Dánia (DEN)          | 4            | 4               |
| 2        | Hans Bergsland        | Norvégia (NOR)       | 4            | 4               |
| 2        | Dino Diana            | Olaszország (ITA)    | 4            | 4               |
| 2        | Martin Holt           | Nagy-Britannia (GBR) | 3            | 4               |
| 2        | Vilém Tvrzský         | Cseh Királyság (BOH) | 4            | 4               |
| 7        | André Sarens          | Belgium (BEL)        | 3            | 6               |
| 7        | George van Rossem     | Hollandia (NED)      | 2            | 6               |

| Helyezés | Vívó           | Nemzetiség           | Nyert párbaj | Vesztett párbaj |
| -------- | -------------- | -------------------- | ------------ | --------------- |
| 2        | Otto Becker    | Dánia (DEN)          | 3            | 2               |
| 2        | Dino Diana     | Olaszország (ITA)    | 3            | 2               |
| 2        | Martin Holt    | Nagy-Britannia (GBR) | 2            | 2               |
| 2        | Vilém Tvrzský  | Cseh Királyság (BOH) | 2            | 2               |
| 6        | Hans Bergsland | Norvégia (NOR)       | 1            | 3               |

| Helyezés | Vívó          | Nemzetiség           | Nyert párbaj | Vesztett párbaj |
| -------- | ------------- | -------------------- | ------------ | --------------- |
| 2        | Martin Holt   | Nagy-Britannia (GBR) | 2            | 1               |
| 2        | Vilém Tvrzský | Cseh Királyság (BOH) | 2            | 1               |
| 4        | Otto Becker   | Dánia (DEN)          | 1            | 2               |
| 4        | Dino Diana    | Olaszország (ITA)    | 1            | 2               |

#### E csoport
| Place | Fencer                 | Nation               | For | Against |
| ----- | ---------------------- | -------------------- | --- | ------- |
| 1     | Gaston Alibert         | Franciaország (FRA)  | 7   | 1       |
| 2     | Fernand de Montigny    | Belgium (BEL)        | 5   | 3       |
| 2     | Ivan Osiier            | Dánia (DEN)          | 5   | 3       |
| 4     | Percival Davson        | Nagy-Britannia (GBR) | 3   | 4       |
| 4     | Sante Ceccherini       | Olaszország (ITA)    | 4   | 4       |
| 6     | Otakar Lada            | Cseh Királyság (BOH) | 3   | 5       |
| 7     | Robert Krünert         | Németország (GER)    | 2   | 6       |
| 7     | Maurits van Löben Sels | Hollandia (NED)      | 3   | 6       |

#### F csoport
| Place | Fencer           | Nation               | For | Against |
| ----- | ---------------- | -------------------- | --- | ------- |
| 1     | François Rom     | Belgium (BEL)        | 4   | 1       |
| 2     | Giulio Cagiati   | Olaszország (ITA)    | 4   | 2       |
| 2     | Sydney Martineau | Nagy-Britannia (GBR) | 3   | 2       |
| 4     | Henry Peyron     | Svédország (SWE)     | 3   | 3       |
| 5     | Albert Naumann   | Németország (GER)    | 1   | 4       |
| 5     | Bedrich Schejbal | Cseh Királyság (BOH) | 1   | 4       |

#### G csoport
| Helyezés | Vívó                          | Nemzetiség           | Nyert párbaj | Vesztett párbaj |
| -------- | ----------------------------- | -------------------- | ------------ | --------------- |
| 1        | Leaf Daniell                  | Nagy-Britannia (GBR) | 5            | 1               |
| 2        | Vilém Goppold von Lobsdorf    | Cseh Királyság (BOH) | 4            | 2               |
| 3        | Fernand Bosmans               | Belgium (BEL)        | 4            | 3               |
| 3        | Frédéric Dubordieu            | Franciaország (FRA)  | 4            | 3               |
| 3        | Emil Schön                    | Németország (GER)    | 4            | 3               |
| 6        | Földes Dezső                  | Magyarország (HUN)   | 1            | 5               |
| 7        | Willem Hubert van Blijenburgh | Hollandia (NED)      | 1            | 6               |

| Helyezés | Vívó               | Nemzetiség          |
| -------- | ------------------ | ------------------- |
| 3        | Fernand Bosmans    | Belgium (BEL)       |
| 4        | Frédéric Dubordieu | Franciaország (FRA) |
| 4        | Emil Schön         | Németország (GER)   |

#### H csoport
| Helyezés | Vívó                     | Nemzetiség           | Nyert párbaj | Vesztett párbaj |
| -------- | ------------------------ | -------------------- | ------------ | --------------- |
| 1        | Alfred Labouchere        | Hollandia (NED)      | 5            | 1               |
| 2        | Paul Anspach             | Belgium (BEL)        | 5            | 2               |
| 3        | Ralph Chalmers           | Nagy-Britannia (GBR) | 3            | 3               |
| 3        | Jacques Rodocanachi      | Franciaország (FRA)  | 3            | 3               |
| 5        | Jacob Erkrath de Bary    | Németország (GER)    | 4            | 4               |
| 5        | Alessandro Pirzio Biroli | Olaszország (ITA)    | 3            | 4               |
| 7        | František Šourek-Tuček   | Cseh Királyság (BOH) | 0            | 6               |

| Helyezés | Vívó                | Nemzetiség           | Nyert párbaj | Vesztett párbaj |
| -------- | ------------------- | -------------------- | ------------ | --------------- |
| 3        | Jacques Rodocanachi | Franciaország (FRA)  | 1            | 0               |
| 4        | Ralph Chalmers      | Nagy-Britannia (GBR) | 0            | 1               |

#### I csoport
| Helyezés | Vívó                 | Nemzetiség           | Nyert párbaj | Vesztett párbaj |
| -------- | -------------------- | -------------------- | ------------ | --------------- |
| 1        | Robert Montgomerie   | Nagy-Britannia (GBR) | 6            | 1               |
| 2        | Gustaf Lindblom      | Svédország (SWE)     | 5            | 3               |
| 2        | Giuseppe Mangiarotti | Olaszország (ITA)    | 5            | 3               |
| 2        | René Quenessen       | Franciaország (FRA)  | 3            | 3               |
| 5        | Frantz Jørgensen     | Dánia (DEN)          | 3            | 4               |
| 6        | Percy Nobbs          | Kanada (CAN)         | 2            | 6               |
| 6        | August Petri         | Németország (GER)    | 2            | 6               |

| Helyezés | Vívó                 | Nemzetiség          |
| -------- | -------------------- | ------------------- |
| 2        | Gustaf Lindblom      | Svédország (SWE)    |
| 2        | René Quenessen       | Franciaország (FRA) |
| 4        | Giuseppe Mangiarotti | Olaszország (ITA)   |

#### J csoport
| Helyezés | Vívó              | Nemzetiség           | Nyert párbaj | Vesztett párba |
| -------- | ----------------- | -------------------- | ------------ | -------------- |
| 1        | Edgar Amphlett    | Nagy-Britannia (GBR) | 4            | 1              |
| 1        | Jetze Doorman     | Hollandia (NED)      | 4            | 1              |
| 3        | Eugène Olivier    | Franciaország (FRA)  | 3            | 2              |
| 4        | Béla Zulavszky    | Magyarország (HUN)}  | 2            | 4              |
| 4        | Ernst Moldenhauer | Nagy-Britannia (GBR) | 1            | 4              |
| 4        | Pietro Sarzano    | Olaszország (ITA)    | 2            | 4              |

#### K csoport
| Helyezés | Vívó               | Nemzetiség           | Nyert párbaj | Vesztett párbaj |
| -------- | ------------------ | -------------------- | ------------ | --------------- |
| 1        | Marcelo Bertinetti | Olaszország (ITA)    | 3            | 1               |
| 2        | Cecil Haig         | Nagy-Britannia (GBR) | 2            | 2               |
| 2        | Pierre le Blon     | Belgium (BEL)        | 3            | 2               |
| 2        | Simon Okker        | Hollandia (NED)      | 3            | 2               |
| 5        | Georg Branting     | Svédország (SWE)     | 0            | 4               |

| Helyezés | Vívó           | Nemzetiség           |
| -------- | -------------- | -------------------- |
| 2        | Pierre le Blon | Belgium (BEL)        |
| 3        | Cecil Haig     | Nagy-Britannia (GBR) |
| 4        | Simon Okker    | Hollandia (NED)      |

#### L csoport
| Helyezés | Vívó               | Nemzetiség           | Nyert párbaj | Vesztett párbaj |
| -------- | ------------------ | -------------------- | ------------ | --------------- |
| 1        | Alexandre Lippmann | Franciaország (FRA)  | 4            | 1               |
| 1        | François Stuyck    | Belgium (BEL)        | 5            | 1               |
| 3        | Riccardo Nowak     | Olaszország (ITA)    | 3            | 2               |
| 4        | Birger Cnattingius | Svédország (SWE)     | 1            | 4               |
| 4        | Edgar Seligman     | Nagy-Britannia (GBR) | 2            | 4               |
| 6        | Gösta Olson        | Svédország (SWE)     | 1            | 5               |

#### M csoport
| Helyezés | Vívó                  | Nemzetiség           | Nyert párbaj | Vesztett párbaj |
| -------- | --------------------- | -------------------- | ------------ | --------------- |
| 1        | Jean Stern            | Franciaország (FRA)  | 4            | 1               |
| 2        | Henry Davids          | Nagy-Britannia (GBR) | 2            | 2               |
| 2        | Marcel van Langenhove | Belgium (BEL)        | 2            | 2               |
| 4        | Julius Lichtenfels    | Németország (GER)    | 2            | 3               |
| 4        | Tóth Péter            | Magyarország (HUN)   | 1            | 3               |

### Második kör

#### 1. csoport
| Helyezés | Vívó            | Nemzetiség          | Nyert párbaj | Vesztett párbaj |
| -------- | --------------- | ------------------- | ------------ | --------------- |
| 1        | Pierre le Blon  | Belgium (BEL)       | 4            | 1               |
| 2        | Jetze Doorman   | Hollandia (NED)     | 2            | 2               |
| 2        | Jean Stern      | Franciaország (FRA) | 4            | 2               |
| 4        | François Stuyck | Belgium (BEL)       | 1            | 3               |
| 5        | Ejnar Levison   | Dánia (DEN)         | 1            | 4               |

| Helyezés | Vívó          | Nemzetiség          | Nyert párbaj | Vesztett párbaj |
| -------- | ------------- | ------------------- | ------------ | --------------- |
| 2        | Jean Stern    | Franciaország (FRA) | 1            | 0               |
| 3        | Jetze Doorman | Hollandia (NED)     | 0            | 1               |

#### 2. csoport
| Helyezés | Vívó                | Nemzetiség           | Nyert párbaj | Vesztett párbaj |
| -------- | ------------------- | -------------------- | ------------ | --------------- |
| 1        | Lauritz Østrup      | Dánia (DEN)          | 3            | 1               |
| 2        | Ivan Osiier         | Dánia (DEN)          | 2            | 2               |
| 2        | Gaston Renard       | Belgium (BEL)        | 2            | 2               |
| 2        | Jacques Rodocanachi | Franciaország (FRA)  | 2            | 2               |
| 5        | Edgar Amphlett      | Nagy-Britannia (GBR) | 1            | 3               |

| Helyezés | Vívó                | Nemzetiség          |
| -------- | ------------------- | ------------------- |
| 2        | Gaston Renard       | Belgium (BEL)       |
| 3        | Ivan Osiier         | Dánia (DEN)         |
| 3        | Jacques Rodocanachi | Franciaország (FRA) |

#### 3. csoport
| Helyezés | Vívó                       | Nemzetiség           | Nyert párbaj | Vesztett párbaj |
| -------- | -------------------------- | -------------------- | ------------ | --------------- |
| 1        | Gaston Alibert             | Franciaország (FRA)  | 4            | 0               |
| 2        | Herman Georges Berger      | Franciaország (FRA)  | 3            | 2               |
| 2        | Vilém Goppold von Lobsdorf | Cseh Királyság (BOH) | 2            | 2               |
| 4        | Pietro Speciale            | Olaszország (ITA)    | 1            | 3               |
| 5        | Henry Davids               | Nagy-Britannia (GBR) | 1            | 4               |

| Helyezés | Vívó                       | Nemzetiség           | Nyert párbaj | Vesztett párbaj |
| -------- | -------------------------- | -------------------- | ------------ | --------------- |
| 2        | Herman Georges Berger      | Franciaország (FRA)  | 1            | 0               |
| 3        | Vilém Goppold von Lobsdorf | Cseh Királyság (BOH) | 0            | 1               |

#### 4. csoport
| Helyezés | Vívó               | Nemzetiség           | Nyert párbaj | Vesztett párbaj |
| -------- | ------------------ | -------------------- | ------------ | --------------- |
| 1        | Martin Holt        | Nagy-Britannia (GBR) | 3            | 1               |
| 2        | Bernard Gravier    | Franciaország (FRA)  | 2            | 2               |
| 2        | Robert Montgomerie | Nagy-Britannia (GBR) | 2            | 2               |
| 2        | Vilém Tvrzský      | Cseh Királyság (BOH) | 2            | 2               |
| 5        | Joseph Marais      | Franciaország (FRA)  | 1            | 3               |

| Helyezés | Vívó               | Nemzetiség           |
| -------- | ------------------ | -------------------- |
| 2        | Robert Montgomerie | Nagy-Britannia (GBR) |
| 3        | Bernard Gravier    | Franciaország (FRA)  |
| 3        | Vilém Tvrzský      | Cseh Királyság (BOH) |

#### 5. csoport
| Helyezés | Vívó                    | Nemzetiség           | Nyert párbaj | Vesztett párbaj |
| -------- | ----------------------- | -------------------- | ------------ | --------------- |
| 1        | Gustaf Lindblom         | Svédország (SWE)     | 3            | 1               |
| 1        | Alexandre Lippmann      | Franciaország (FRA)  | 4            | 1               |
| 3        | Leaf Daniell            | Nagy-Britannia (GBR) | 3            | 2               |
| 4        | Marcello Bertinetti     | Olaszország (ITA)    | 1            | 3               |
| 5        | Vlastimil Lada-Sázavský | Cseh Királyság (BOH) | 0            | 4               |

#### 6. csoport
| Helyezés | Vívó                  | Nemzetiség          | Nyert párbaj | Vesztett párbaj |
| -------- | --------------------- | ------------------- | ------------ | --------------- |
| 1        | François Rom          | Belgium (BEL)       | 3            | 1               |
| 2        | Fernand Bosmans       | Belgium (BEL)       | 4            | 2               |
| 3        | Charles Colignon      | Franciaország (FRA) | 1            | 3               |
| 3        | Marcel van Langenhove | Belgium (BEL)       | 2            | 3               |
| 3        | Riccardo Nowak        | Olaszország (ITA)   | 2            | 3               |

#### 7. csoport
| Helyezés | Vívó                  | Nemzetiség           | Nyert párbaj | Vesztett párbaj |
| -------- | --------------------- | -------------------- | ------------ | --------------- |
| 1        | Paul Anspach          | Belgium (BEL)        | 3            | 1               |
| 2        | Alfred Labouchere     | Hollandia (NED)      | 2            | 2               |
| 2        | Sydney Martineau      | Nagy-Britannia (GBR) | 2            | 2               |
| 2        | Fernand de Montigny   | Belgium (BEL)        | 2            | 2               |
| 5        | Jaroslav Šourek-Tucek | Cseh Királyság (BOH) | 1            | 3               |

| Helyezés | Vívó                | Nemzetiség           |
| -------- | ------------------- | -------------------- |
| 2        | Alfred Labouchere   | Hollandia (NED)      |
| 3        | Sydney Martineau    | Nagy-Britannia (GBR) |
| 3        | Fernand de Montigny | Belgium (BEL)        |

#### 8. csoport
| Helyezés | Vívó           | Nemzetiség           | Nyert párbaj | Vesztett párbaj |
| -------- | -------------- | -------------------- | ------------ | --------------- |
| 1        | Cecil Haig     | Nagy-Britannia (GBR) | 2            | 1               |
| 1        | Eugène Olivier | Franciaország (FRA)  | 2            | 1               |
| 3        | Giulio Cagiati | Olaszország (ITA)    | 1            | 2               |
| 3        | René Quenessen | Franciaország (FRA)  | 1            | 2               |

### Elődöntő
| Helyezés | Vívó                  | Nemzetiség           | Nyert párbaj | Vesztett párbaj |
| -------- | --------------------- | -------------------- | ------------ | --------------- |
| 1        | Gaston Alibert        | Franciaország (FRA)  | 7            | 2               |
| 2        | Cecil Haig            | Nagy-Britannia (GBR) | 4            | 3               |
| 2        | Alfred Labouchere     | Hollandia (NED)      | 4            | 3               |
| 4        | Robert Montgomerie    | Nagy-Britannia (GBR) | 3            | 4               |
| 5        | Herman Georges Berger | Franciaország (FRA)  | 4            | 5               |
| 5        | Gaston Renard         | Belgium (BEL)        | 3            | 5               |
| 5        | François Rom          | Belgium (BEL)        | 5            | 5               |
| 8        | Fernand Bosmans       | Belgium (BEL)        | 4            | 7               |

| Helyezés | Vívó               | Nemzetiség           | Nyert párbaj | Vesztett párbaj |
| -------- | ------------------ | -------------------- | ------------ | --------------- |
| 1        | Paul Anspach       | Belgium (BEL)        | 5            | 2               |
| 2        | Martin Holt        | Nagy-Britannia (GBR) | 4            | 3               |
| 3        | Alexandre Lippmann | Franciaország (FRA)  | 5            | 4               |
| 3        | Eugène Olivier     | Franciaország (FRA)  | 5            | 4               |
| 3        | Jean Stern         | Franciaország (FRA)  | 3            | 4               |
| 6        | Gustaf Lindblom    | Svédország (SWE)     | 4            | 5               |
| 6        | Lauritz Østrup     | Dánia (DEN)          | 5            | 5               |
| 8        | Pierre le Blon     | Belgium (BEL)        | 2            | 6               |

| Helyezés | Vívó               | Nemzetiség          | Nyert párbaj | Vesztett párbaj |
| -------- | ------------------ | ------------------- | ------------ | --------------- |
| 3        | Alexandre Lippmann | Franciaország (FRA) | 2            | 0               |
| 4        | Eugène Olivier     | Franciaország (FRA) | 1            | 1               |
| 5        | Jean Stern         | Franciaország (FRA) | 0            | 2               |

### Döntő
| Helyezés | Vívó               | Nemzetiség           | Nyert párbaj | Vesztett párbaj |
| -------- | ------------------ | -------------------- | ------------ | --------------- |
| Arany    | Gaston Alibert     | Franciaország (FRA)  | 7            | 2               |
| 2        | Alexandre Lippmann | Franciaország (FRA)  | 5            | 3               |
| 2        | Robert Montgomerie | Nagy-Britannia (GBR) | 6            | 3               |
| 2        | Eugène Olivier     | Franciaország (FRA)  | 4            | 3               |
| 5        | Paul Anspach       | Belgium (BEL)        | 2            | 5               |
| 5        | Cecil Haig         | Nagy-Britannia (GBR) | 2            | 5               |
| 5        | Alfred Labouchere  | Hollandia (NED)      | 2            | 5               |
| 8        | Martin Holt        | Nagy-Britannia (GBR) | 2            | 6               |

| Helyezés | Vívó               | Nemzetiség           | Nyert párbaj | Vesztett párbaj |
| -------- | ------------------ | -------------------- | ------------ | --------------- |
| Ezüst    | Alexandre Lippmann | Franciaország (FRA)  | 2            | 0               |
| Bronz    | Eugène Olivier     | Franciaország (FRA)  | 1            | 1               |
| 4        | Robert Montgomerie | Nagy-Britannia (GBR) | 0            | 2               |